# 異邦の薫り
『異邦の薫り』（原題：Twin Peaks）は、アメリカ合衆国のハードロック・バンド、マウンテンが1974年に発表したライブ・アルバム。1973年8月30日に大阪厚生年金会館で開かれた大阪公演の録音を収録した2枚組LPで、2作目のライブ・アルバムに相当する。

## 解説

### 経緯
1972年2年、マウンテンはフェリックス・パパラルディ（ベース、ボーカル）の健康状態が悪化したことを理由に解散し、メンバーのレスリー・ウェスト（ギター、ボーカル）とコーキー・レイング（ドラムス）は、ジャック・ブルースと「ウェスト、ブルース&レイング」（WBL）を結成した。
WBLはスタジオ・アルバムを2作発表した後、1973年春に活動停止状態に陥ったので、同年8月に予定されていた日本公演はパパラルディとウェストが再結成したマウンテンの公演に変更された。両名に加えて新メンバーのボブ・マンとアラン・シュワルツバーグが参加した。

### 内容
収録曲9曲の内訳は、『勝利への登攀』（1970年）から4曲、『ナンタケット・スレイライド』（1971年）から1曲、『悪の華』（1971年）から1曲、ウェストのソロ・アルバム『マウンテン』（1969年）から1曲、ウェストの即興演奏が1曲、チャック・ベリーの「ベートーベンをぶっ飛ばせ」である。
32分に及ぶ「ナンタケット・スレイライド」は、LPでは2面に分割されてそれぞれ"Part 1"と”Conclusion”と名付けられたが、再発CDでは1曲として収録された。
これまでのアルバムと同様、ゲイル・コリンズがジャケットのデザインを担当した。
2008年発売の日本盤リマスターCDは紙ジャケットで発売され、オリジナル・ヴァージョンの録音を手がけたレコーディング・エンジニア、鈴木智雄の監修によりDSDマスタリングされた。

## 反響・評価
アメリカのBillboard 200では142位に終わり、マウンテンのアルバムとしては初めて全米トップ100入りを逃す結果となった。ジェイムズ・クリスペルはオールミュージックにおいて5点満点中2点を付け「本作の内容は、マウンテンの最良の特性と最悪の特性を示す結果となり、最良なのは『想像されたウエスタンのテーマ』『ミシシッピー・クイーン』『ネヴァー・イン・マイ・ライフ』『ベートーヴェンをぶっ飛ばせ』といった代表曲、最悪なのは『ナンタケット・スレイライド』である」と評している。

## 収録曲

### LP
日本初回盤LP（BLPJ-3-WF）の曲順に準拠。1974年のアメリカ盤LP（PG 32818）では「ナンタケット・スレイライド」がサイド2とサイド3に収録され、日本盤のサイド2に当たる内容はサイド4に収録された。
サイド1
1. "Never in My Life" (Leslie West, Felix Pappalardi, Gail Collins, Corky Laing) – 4:15
2. "Theme for an Imaginary Western" (Jack Bruce, Pete Brown) – 4:59
3. "Blood of the Sun" (L. West, F. Pappalardi, G. Collins) – 3:05
4. "Guitar Solo" (L. West) – 5:43

サイド2
1. "Crossroader" (F. Pappalardi, G. Collins) – 5:58
2. "Mississippi Queen" (L. West, F. Pappalardi, C. Laing, David Rea) – 4:15
3. "Silver Paper" (L. West, F. Pappalardi, G. Collins, George Gardos) – 6:15
4. "Roll Over Beethoven" (Chuck Berry) – 2:25

サイド3
1. "Nantucket Sleigh Ride (Part 1)" (F. Pappalardi, G. Collins) – 16:19

サイド4
1. "Nantucket Sleigh Ride (Conclusion)" (F. Pappalardi, G. Collins) – 16:14

### CD
日本盤再発CD (SICP 4542)の曲順に準拠。「ナンタケット・スレイライド」が5曲目に収録されたヴァージョンも存在する。
1. ネヴァー・イン・マイ・ライフ "Never in My Life" – 4:21
2. 想像されたウエスタンのテーマ "Theme for an Imaginary Western" – 5:05
3. ブラッド・オブ・ザ・サン "Blood of the Sun" – 3:16
4. ギター・ソロ "Guitar Solo" – 5:44
5. クロスローダー "Crossroader" – 5:59
6. ミシシッピー・クイーン "Mississippi Queen" – 4:27
7. 銀色の紙 "Silver Paper" – 6:15
8. ベートーベンをぶっ飛ばせ "Roll Over Beethoven" – 2:28
9. ナンタケット・スレイライド "Nantucket Sleighride" – 32:29

## 参加ミュージシャン
- レスリー・ウェスト（Leslie West） – ボーカル、ギター
- フェリックス・パパラルディ（Felix Pappalardi） – ボーカル、エレクトリックベース
- ボブ・マン（Bob Mann） – ギター、キーボード
- アラン・シュワルツバーグ（Allan Schwartzberg） – ドラムス